# Randy Nteka
Randy Nteka, né le 6 décembre 1997 à Paris en France, est un footballeur international angolais qui évolue au poste d'avant-centre au Rayo Vallecano.

## Biographie

### Débuts professionnels
Né à Paris en France, Randy Nteka joue à l'ESA Linas-Montlhéry avant de tenter sa chance en Espagne, au CD Betis San Isidro (en). Il rejoint ensuite le Rayo Vallecano où il reste quelques mois avant de signer au CF Fuenlabrada. Il joue alors en troisième division avec ce club.
Avec le CF Fuenlabrada il découvre la deuxième division espagnole. Il joue son premier match dans cette division le 17 août 2019, lors de la première journée de la saison 2019-2020 face au Elche CF. Il est titularisé et son équipe l'emporte ce jour-là (0-2 score final).
Après cette saison 2019-2020 où il s'est démarqué en s'imposant comme un des meilleurs éléments de son équipe, il intéresse plusieurs clubs lors de l'été 2020 comme le SCO Angers ou encore plusieurs clubs de Premier League mais le joueur préfère rester en Espagne. Il reste finalement dans son club et commence la saison 2020-2021 en marquant deux buts lors des deux premiers matchs, contre le CD Lugo le 13 septembre 2020 (victoire 2-0 de Fuenlabrada) et le 20 septembre suivant contre l'UD Las Palmas (3-3). Malgré le changement d'entraîneur (José Ramón Sandoval est renvoyé en cours de saison), Nteka continue sa progression sous les ordres de José Luis Oltra, qui lui donne les clefs de l'attaque de Fuenlabrada.

### Rayo Vallecano
Le 28 juillet 2021, Randy Nteka est recruté par le Rayo Vallecano, tout juste promu en première division. Il s'engage pour un contrat de cinq ans. Il découvre alors la Liga, jouant son premier match le 15 août 2021 face au Séville FC. Il est titulaire et son équipe s'incline par trois buts à zéro. Il inscrit son premier but en Liga le 29 août 2021, contre le Grenade CF. Il est titularisé ce jour-là et son équipe s'impose par quatre buts à zéro.